# آواز امیری
آواز امیری یا امیری خوانی گونه‌ای از آواز خوانی است که در استان مازندران رواج دارد. این گونه آواز از اشعار امیر پازواری شاعر دوره صفویه که به زبان مازندرانی گفته شده‌است استفاده می‌کند. این اشعار بیشتر دو بیتی بوده و با عبارت «امیرگته» (امیر می‌گفت) شروع و در اکثر مواقع به صورت سؤال و جواب شعری آورده می‌شود. این این آواز در دی ماه سال ۹۹، توسط سازمان میراث فرهنگی استان مازندران و به پیشنهاد سید محمد شاملو به عنوان میراث ملی ثبت گردید.